# لوییس مارین
لوییس مارین (انگلیسی: Luis Marín؛ زادهٔ ۱۰ اوت ۱۹۷۴) یک بازیکن فوتبال اهل کاستاریکا است.
وی همچنین در تیم ملی فوتبال کاستاریکا بازی کرده‌است.